# Кльоцки

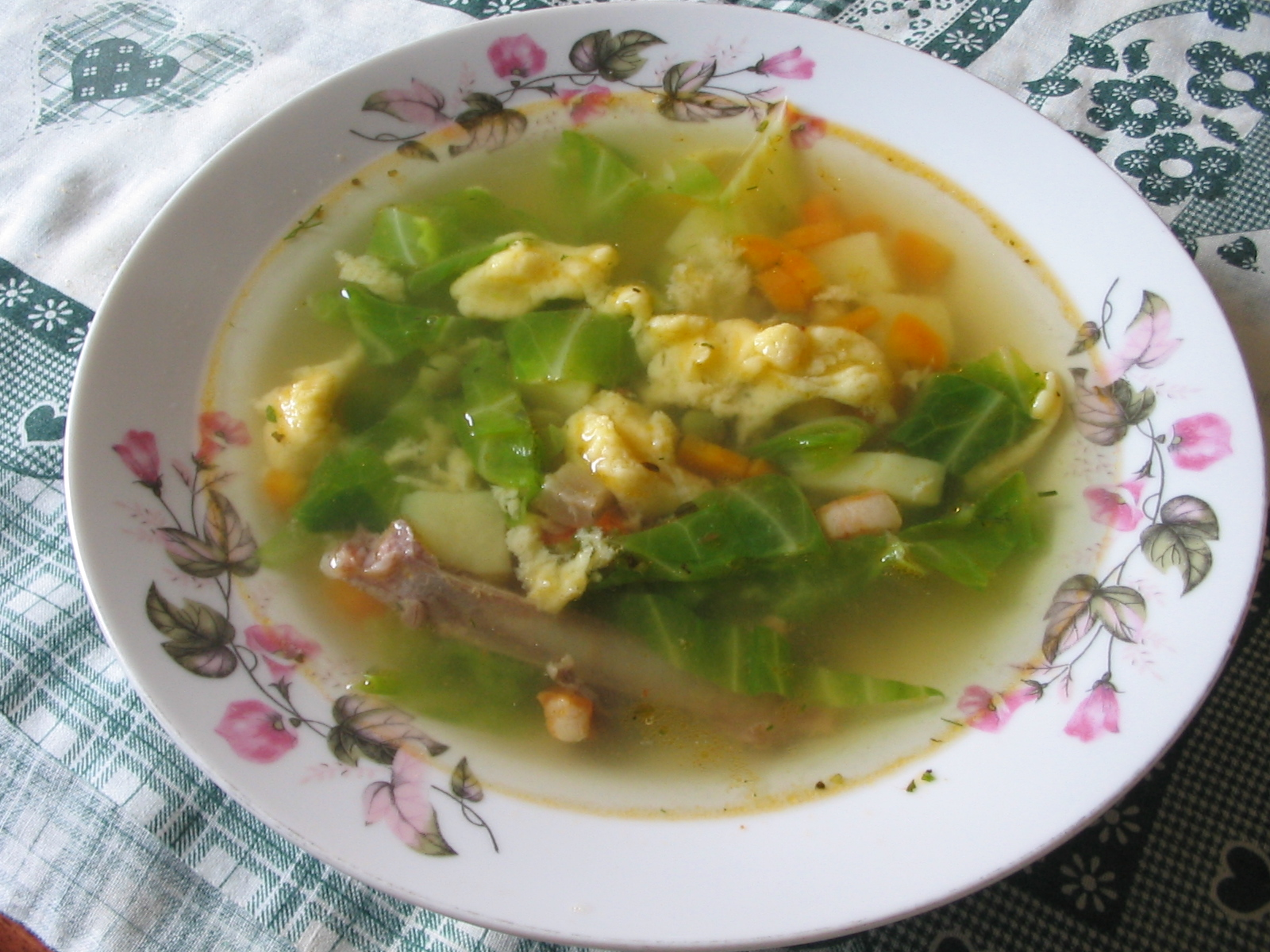
Овочевий суп з кльоцками

Кльо́цки, також клюски (від нім. Klößchen) — страва, що готувалася аналогічно галушкам, але з доповнювачами. Прісне (як на вареники чи галушки) тісто замішували з м'ятою вареною картоплею, свіжим кисломолочним сиром, виробляли кульки й варили їх в окропі, юшці чи молоці, поки ті не спливали. На Поліссі готували різновид кльоцок — коми з гречаного, пшеничного борошна, м'ятої картоплі й тертого маку.
Їли кльоцки гарячими зі сметаною, засмажкою з цибулі, шкварками, олією, вершковим маслом. Їх і тепер охоче готують, переважно на заході Україні.

## Див.також
- Сілезькі кльоцки
- Чорні кльоцки
- Галушки
- Копитки
- Ньокі